# Begonia integerrima
Espèce
Synonymes
- Begonia integerrima var. cardioides Irmsch.[1]
- Begonia populnea A.DC.[1]

Begonia integerrima est une espèce de plantes de la famille des Begoniaceae. Ce bégonia est originaire du Brésil. L'espèce fait partie de la section Solananthera. Elle a été décrite en 1821 par Kurt Sprengel (1766-1833). L'épithète spécifique integerrima est formée à partir du latin integer qui signifie « entier, non dentelé » et du suffixe rimus qui signifie « en général », par référence aux feuilles rarement lobées ou dentelées de l'espèce.

## Répartition géographique
Cette espèce est originaire du pays suivant : Brésil.

## Liste des variétés
Selon Tropicos (7 février 2017) (Attention liste brute contenant possiblement des synonymes) :
- variété Begonia integerrima var. cardioides Irmsch.
- variété Begonia integerrima var. integerrima